# Jion Hosei
Jion Hosei, född 19 maj 2007, är en palauisk simmare. Hans äldre syster Yuri Hosei är också en olympisk simmare.

## Karriär
Vid VM 2022 i Budapest slutade Hosei på 54:e plats på 50 meter bröstsim och på 60:e plats på 100 meter bröstsim. Vid VM 2023 i Fukuoka slutade han på 57:e plats på 50 meter bröstsim och på 68:e plats på 100 meter bröstsim samt var en del av Palaus kapplag som slutade på 43:e plats på 4×100 meter mixed frisim. Vid VM 2024 i Doha slutade Hosei på 53:e plats på 50 meter bröstsim och på 74:e plats på 100 meter bröstsim. Vid oceaniska mästerskapen 2024 i Gold Coast var han en del av Palaus kapplag tillsammans med Travis Dui Sakurai, Kazuumi Nestor och Charlie Gibbons som tog silver på 4×200 meter frisim.
Hosei tävlade för Palau vid olympiska sommarspelen 2024 i Paris, där han blev utslagen i försöksheatet på 50 meter frisim och slutade på totalt 53:e plats. Hosei var även landets fanbärare tillsammans med Sydney Francisco vid invigningsceremonin.